# Ron McGovney
Ron McGovney (* 2. listopadu 1962 Los Angeles) je americký baskytarista. V roce 1982 krátce působil ve skupině Metallica, byl jejím prvním baskytaristou. Koncem osmdesátých let byl členem kapely Phantasm. Po rozpadu kapely v roce 1988 se přestal věnovat hudbě. Dne 10. prosince 2011 se spolu s dalším členem původní sestavy Metallicy Davem Mustainem připojil k ostatním členům kapely při výročním koncertu.